# Позноримске оружане снаге
Касна римска војска подразумева оружане снаге Римског царства у последња два века постојања, од Диоклецијанових реформи (284—305) и увођења Домината до пада Западног римског царства (476).

## Позадина
У доба Римске Републике, пешадија је била главни род римске војске. Основну снагу римске пешадије чинили су тешко наоружани пешаци, заштићени шлемом, оклопом и великим штитом (лат. scutum), чије је главно оружје кратак двосечни мач (лат. gladius), а помоћно - копље за бацање (лат. pillum). Римска пешадија водила је борбу у фаланги, рашчлањеној на манипуле. Лаки пешаци (велити) имали су лакше копље за бацање, а од заштитне опреме кожни шлем и штит. У једној легији, према 300 коњаника било је 4.200 пешака, од којих 3.000 тешких. После реформи Гаја Марија у 1. веку п.н.е, римска лака пешадија нестаје; од тада сву римску копнену војску чини искључиво тешка пешадија, формирана у легије од по 10 кохорти, а свака од њих имао по 600 бораца.
Колико год да су се позноримске оружане снаге разликовале од снага из ранијих времена, ипак, оне се могу најбоље схватати уколико се узме обзир постепен развој ових последњих. Старе легије и помоћне трупе (але и кохорте), премда доста ослабљене, и даље су браниле границе големог царства. Међутим, ту дужност обављале су раме уз раме с јединицама новог типа, које су избиле на сцену током периода велике кризе од 230. до 280. као и за време грађанског рата, окончаним Константиновом победем над Лицинијем 324. Један за другим, претенденти су развијали јаке снаге, које су доцније, због насталих околности, морале да се распореде дуж лимеса. Распустити тако добро обучене снаге, па макар оне и представљале потенцијалну опасност по самог цара, није било баш исплатљиво. Из таквих константних превирања изнедрило је мношто пограничних јединица о којима извештава Notita Dignitatum. Било да су вршиле дужности на лимесу или у склопу пратње представника администрације, оне су представљале саставни део провинцијских снага које су биле директно подређене дуксу.
Оно што представља новину у ово време јесте стајаћа војска. Док су ранији римски цареви у том случају могли да рачунају само на преторијанце и припаднике августовске коњичке гарде, од Галијена па надаље цареви су држали обимне контингенте коњаника на готовс у стратешки важним провинцијама. То су били цареви пратиоци, звани и барјактари (лат. vexillattiones comitatenses). Њихови елитни чланови, углавном регрутовани међу странцима, звали су се дворским барјактарима (лат. vexillattiones palatinae), а прве до сада познате вести о њема сежу у средину 4. века.
Нова стајаћа војска обухватала је и пешадију, која је била подељена на две класе: на ону при двору и ескортну. Тада су најпоузданије римске трупе били и даље преторијанци, а из њихових редова су проистекле најбоље дворске легије, попут ланцијарȃ, јовијанȃ и херкуланȃ. Додатне дворске легије происходиле су из редова пограничних легија, које су почев од средине 3. века пружале сталне кадрове царевим експедиционим војскама, попут, примера ради, паноницијанȃ и мезијакȃ стационираних у Аквилеји. Остали легионарски одреди, који су позвани на поход а да након тога нису распуштени, произведени су у пратиоце нижег ранга.
По први пут у ово време помоћна пешадија се сврставала у елитне трупе. Максимијан је био тај који је регрутовао прве помоћне дворске трупе међу племенима од преко Рајне. Током 4. века толико им је нарастао број да су постали најобимнија класа, чинећи половину од целокупне копнене војске.
Notita Dignitatum наводи пет класа, које су рангиране овако: 1) дворски барјактари (лат. vexillattiones palatinae), 2) пратиоци-барјактари (лат. vexillattiones comitatenses), 3) дворске легије (лат. legiones palatinae), 4) дворске легије (лат. legiones palatinae), 5) дворске помоћне трупе (лат. auxilia palatina), 6) легије пратилаца (лат. legiones comitatenses). Упечатљиво је да су два највиша ранга резервисана за припаднике коњаништва. Док је у раном царству пешадија у односу на коњицу увек била на вишем месту, у позном римском царству случај је обрнут: сада је коњица та која је изнад пешадије. Исто тако пада у очи чињеница да помоћне трупе имају предност у односу на пратиоце.
У 4. веку, што се тиче копнене војске, војних јединица је било у просеку 500. Њих 900, о којима извештава Notita Dignitatum, могло је да броји и до 450.000 трупа, наспрам 300.000 колико их је било у 1. веку. У 6. веку Агатија наводи да је снага византијске војске на папиру износила 645.000, али у истом даху наводи да је Јустинијан заправо држао једва 150.000 људи под оружјем, што је толико мален износ да је збиља тешко поверовати у то.
Константин и његови савладари такође су развили нови тип личне гарде састављене искључиво од коњаника, тзв. дворске схоле (лат. scholae palatinae). За време Теодосија, источни magister officiorum је под својом командом имао седам таквих схола, а западни пет, што је све скупа износило 6.000 припадника те гарде. Насупрот томе, у 3. веку гарду је сачињавало 15.000 преторијанаца, претежно пешадинаца, и 2.000 августовских коњаника. Према томе, број коњаника у гарди се утростручио на уштрб пешадинаца, који су сасвим нестали из исте. Дворски схолари су у оно време (4. век) дејствовали као нека врста ударне коњице. Захваљујући њима извојевана је победа у бици код Милвијског моста 312, али се исто тако њихов превремени напад у Хадријанопољској бици 378. претворио у безобзирно повлачење. Током 5. века гарда је изгубила своју некадашњу улогу ударне снаге. А пошто цар више није узимао директно учешћа на бојном пољу, схолари су се свели на дворску гарду у склопу константинопољског гарнизона.
Међутим, развитак коњице није се завршио у 4. веку. Цар Јулијан је рекао следеће о персијској војсци која је опседала Низибис 350.
Најпре су дошли коњаници који су носили оклопе, а потом стрелци, још једна навала коњаника. Налазећи пешадију бескорисном у рату, Персијанци су водили мало рачуна о њој. Нити им је била потребна, јер им је читава земља равна и пуста. Наша земља, с друге стране, суочавајући се са свакојаким непријатељима, и поред тога побеђући захваљујући мудрости и доброј срећи, подједнако је била вична свакаквом оружју и осталој опреми.
Има истине у Јулијановој изјави: Низибис је, под Констанцијем II, одолео пре свега захваљујући пешадији, а сам Јулијан се борио у бици код Страсбура у којој су толико хваљени катафракти до ногу потукли Алемане.
Међутим, гледајући шире, сȃм обрис терена није имало толико битно утицало да се ишта промени у дотадашњем начину војевања код старих Римљана, односно да се пређе с пешадијског на коњанички вид борбе. У томе су пресудну улогу одиграле борилачке вештине заступљене у евроазијским степама, а које су доспеле у Рим посредством Германа и Персијанаца. Како извештава Аријан, већ у 2. веку Квади су подучавали римске коњанике у руковању дугим копљем при сложеним окретима, што су ови претходно научили од својих суседа, Сармата. Персија, због своје географије погодно тле за коњанике, располагала је с изврсним стрелцима и оклопницима (катафракти). Римљани су преузели катафракте, али су нашли да нису довољно ефикасни: јака пешадија их је могла зауставити, а брза коњица да им дође главе. Стрељаштво је било то које је овде однело превагу. Прокопије из Цезареје поносито истиче окретност коњаника-стрелаца, који су дошли главе Остроготима. И док се Вегеције у свом делу О војној вештини углавном осврће на пешадију и руковању како мачем тако и копљем, у Маврикијевој расправи се подвлачи значај коњице и стрељаштва.
Војне јединице с краја 6. века, називане по готски бандама, тежиле су к томе да буду што мање, да у њима буде неких 200 људи. Чак и тада, њихови представници су покушавали да буду међусобно што мање зависни, тиме што су користили различите врсте оружја.
Са преласком на дефанзиву, фортификације су добиле на већем значају, у сваком случају већем од пре. Утврђења, осматрачнице и опасана пољопривредна газдинства никли су на рубовима царства. И дан данас зидови Рима, Константинопоља и Амиде уливају страхопоштовање код посматрача. Разне фортификације не само што су пружале уточиште војсци која би се повлачила, него су могле да послуже и као складишта за намирнице и опрему, што је дакако имало своје предности. У дуготрајном грађанском рату који је трајао од Галијена, па све до Константина, утицајне војсковође попут Ауреола, Проба и Аурелијана, водиле су за собом иновативне коњичке ударне снаге. У погледу моћи стајали су одмах до владара и неретко се одметали од истог. Међутим, увек је било више њих, који су били спремни на изазов у било ком тренутку. То је и те како допринело томе да се одржи постојећи поредак. Константин је доцније постављао команданте свих снага, али је, ипак, услед подозривости, одустао од тога укинувши то високо звање. Место тога, увео посебну функцију за команданта коњице (лат. magister equitum) и посебну фунцију за команданта пешадије (лат. magister peditum). Махом странци, magistri peditum се нису усуђивали подићи руку на цара ради постизања пуне супрематије, него су му, напротив, остајали верни. У неким случајевима чак су постављали за цареве оне који су им одговарали. На истоку, Теодосије је поделио поменута овлашћења, преневши их на двојицу команданата дворских трупа и на тројицу обласних.
За разлику од каснорепубличког и раноцарског, у овом периоду Римљанин, био он високог или ниског сталежа, није више био вољан да служи у војсци. Попут пореза, и регрути су присилно прикупљани, па је појава дезертерства била уобичајена појава. Уколико их добро плате, странци су се радо одазивали на упражњена места. Међутим, далеко од тога да им је било стало до општег добра државе којој служе. Напротив, отворено су тлачили цивилно становништва, а за тили час би мењали страну. У 4. веку међу регрутима све је више Германа, а почев од 5. века па надаље они долазе из Исаврије и Јерменије. Тек са стварањем тема, до чега је дошло у 7. веку, врбовка се стабилизовала поставши локалног карактера.
Крајем античког периода обука се све више и више формализовала. Цар Маврикије је у свом Стратегикону на импресиван начин описао обуку и напоре око планирања.
Захваљујући царевој обилној финансијској моћи, врбовани су плаћеници међу ратоборним народима, који су чинили битан удео оружаних снага. Међутим, када се пореска основица смањила, Ираклије је населио трупе по земљи путем доделе тема. На овај начин војска се обновила и као таква могла је да издржи како навалу Авара тако и Арабљана.

## Диоклецијанове и Константинове реформе
Да би повећао политичку стабилност у Царству окруженом варварима, Диоклецијан (284-305) је спровео војне реформе и увео апсолутну монархију (доминат). Територију царства поделио је на 12 дијецеза, а њих на провинције. Пошто је увидео да се непрегледне границе Царства не могу сачувати ни појачаним посадама, Диоклецијан је поред граничне (лат. limitanei) створио и лаку оперативну војску (лат. comitatenses), чије је језгро чинила нова гарда - паладини. Увео је закон којим је обавезао крупне земљопосенике да држави дају одређени број војника међу својим робовима.
Константин Велики (306-337) је до 324. у грађанском рату савладао унутрашње противнике и постао апсолутни владар Римског царства: Миланским едиктом 313. дозволио је исповедање хришћанства, које ће убрзо постати државна религија, а 324. престоницу Царства пренео је у Визант. У унутрашњој политици наставио је реформе које је започео Диоклецијан: читаво Царство поделио је на 4 префектуре, којима су управљали преторијански префекти; била је то само цивилна управа, пошто је Константин Велики одвојио војну од цивилне власти, како би ослабио провинцијске намеснике и спречио будуће побуне против централне власти.
Измењене прилике на границама у доба Сеобе Народа утицале су на организацију војске. На Галију су наваљивали Алемани, на Панонију Квади и Сармати, на Британију Саси, на Тракију Готи, а унутрашњи немири и побуне још су више отежавали положај Римског царства. Број легија нагло расте, али не и њихова некадашња снага. Десетине хиљада варвара из пограничних предела и насељеника унутар Царства улазе у састав постојећих легија. И поред привидног сјаја и моћи, Царство је брзо слабило: Константин је ратовао против многих варварских народа, али није спречио њихову инфилтрацију у провинције.
За време Константинових наследника (337—378) наоружање римских војника променило се под утицајем варвара у легијама: џилит и мач замењени су копљем и стрелом. Војска је варваризована - била је бројно јака, али јој је недостајало моралне снаге и чврсте дисциплине; варварским најездама римски цареви су сада могли да супротставе само легије варвара. Сеоба Хуна из Азије потиснула је Визиготе на источне границе Царства, па им је цар Валенс дозволио да се населе у Тракији и Мезији, где их је користио као најамнике. Када су Визиготи отказали послушност и почели да пљачкају балканске провинције, сам цар Валенс кренуо је на њих са легијама, али је потучен и убијен у бици код Хадријанопоља.

### Пешадија
Већ у 1. веку квалитет римске пешадије осетно опада. Највећи њен део био је распоређен кордонски на граници, где су веома ретке праве борбе. У 3. веку, када легионари уместо плате добијају земљу на обраду (војне колоније), коначно прерастају у граничну милицију. У војску се у то време примају читава варварска племена, која у њу уносе и своју племенску организацију и тактику. Тако је римска пешадија нестала још пре слома Западног римског царства. Од странаца, најчешће су примани Германи, претежно као пешаци.

### Коњица
Римску коњицу у доба Царства постепено су заменили варвари - федерати и савезници (соции). Германски коњаници били су у служби Рима све до пада Западног римског царства. Најјача од свих била је визиготска коњица, коју можемо назвати тешком: била је наоружана копљем, често мачем и луком, а заштићена штитом; истицала се снажним ударима. У бици код Адријанопоља (378), побуњена визиготска коњица прегазила је римску коњицу и снажним ударом у леви бок разбила је римске легије и решила битку. Са опадањем борбене вредности пешадије, коју су такође чинили варвари, римска коњица бројно јача. Галијен (260—268) ствара велике коњичке јединице које постају одлучујући фактор у борби, нарочито од друге половине 4. века.

### Паладини
Паладини или палатини (лат. Scholae Palatinae - палатинске школе) били су припадници царске гарде у доба Домината. Током Диоклецијанових реформи створена је лака оперативна војска (лат. Comitatenses) чије је језгро чинила нова гарда Паладина, састављена од војника који су се истакли ревносном службом у легијама. Када је цар Константин Велики 312. укинуо личну гарду - преторијанце, њих су замениле одане јединице коњице и пешадије Паладина. До краја 4. века Паладини су мали око 25 вексилума (део легије) по 500 коњаника, 25 пешадијских легија (по 500 људи) и 108 помоћних јединица (по 500 људи).